# Polygonum cretaceum
Polygonum cretaceum är en slideväxtart som beskrevs av Komarov. Polygonum cretaceum ingår i släktet trampörter, och familjen slideväxter. Inga underarter finns listade i Catalogue of Life.